# Administrativna podjela Armenije
Armenija je podijeljena na jedanaest upravnih jedinica. Od toga, deset su pokrajine, poznat kao marzer (armenski: մարզեր), dok glavni grad države Erevan ima poseban upravni status. Upravitelja svake pokrajine bira Armenska Vlada, dok gradonačelnika Erevana imenuje predsjednik.

## Pokrajine
Popis pokrajina sa sjedištem, brojem i udjelom stanovnika, te gustoćom naseljenosti. 
| Pokrajina   | Sjedište    | Stanovnika | %     | stanovnika/km2 |
| ----------- | ----------- | ---------- | ----- | -------------- |
| Erevan      | –           | 1 091 235  | 36,3% | 5196,4         |
| Širak       | Gyumri      | 257 242    | 8,6%  | 96,0           |
| Armavir     | Armavir     | 255 861    | 8,5%  | 206,2          |
| Lori        | Vanadzor    | 253 351    | 8,4%  | 66,8           |
| Ararat      | Artašat     | 252 665    | 8.4%  | 126,1          |
| Kotajk      | Hrazdan     | 241 337    | 8,0%  | 114,9          |
| Geharkunik  | Gavar       | 215 371    | 7,2%  | 58,9           |
| Sjunik      | Kapan       | 134 061    | 4,5%  | 29,8           |
| Aragacotn   | Aštarak     | 126 278    | 4,2%  | 45,8           |
| Tavuš       | Ijevan      | 121 963    | 4,1%  | 39,1           |
| Vajots Dzor | Jehegnadžor | 53 230     | 1,8%  | 22,1           |

## Općine
Svake pokrajina podijeljena je na općine (hamaynk). Svaka općina je samoupravna i sastoji se od jednog ili više naselja (bnakavayr). Naselja se razdjeljuju na gradove (kaghak) ili sela (gyugh). Od 2007., Armenija obuhvaća 915 općina, od kojih je 49 gradskih i 866 seoskih. Glavni grad Erevan također ima status općine te je, uz to, podijeljen u dvanaest poluautonomnih okruga.

## Vanjske poveznice
- Armenski zavod za statistiku